# Vidua interjecta
La viuda chillona  (Vidua interjecta) es una especie de ave paseriforme de la familia Viduidae propia de África. 

## Distribución
Se encuentra en Benín, Camerún, República Centroafricana, Chad, República Democrática del Congo, Etiopía, Ghana, Guinea, Liberia, Mali, Nigeria, Sudán, y Togo.